# Jean Baptiste Firmin Demonferrand
Jean Baptiste Firmin Demonferrand (* 16. Januar 1795 in Issoudun; † 1844) war Professor der Mathematik und Physik am Collège Royal von Versailles und Prüfer an der École polytechnique. Später war er Chef der Abteilung Buchhaltung und der Schlichtungsstelle im Unterrichtsministerium. Er war ein Mitarbeiter von André-Marie Ampère und verfasste 1823 das erste Lehrbuch der Elektrodynamik, ein Wort das Ampere geprägt hatte für die Untersuchung der Kraftwirkung von elektrischen Strömen.

## Werke
- Manuel d’electricite dynamique ou, Traité sur l’action mutuelle des conducteurs électriques et des aimans, et sur une nouvelle théorie du magnétisme; por faire suite à tous les traités de physique élémentaire. Paris 1823
- Handbuch der dynamischen Electricität, enthaltend die neuern entdeckungen über den Wechselbezug der Elektricität und des Magnetismus, die Darstellung von Ampères Theorie des letztern, und Versuche über die Thermoelektricität, als Folgewerk für alle. Industrie-Comptoir, Leipzig 1824